# Thann (Lengdorf)

Gesamtansicht von Thann mit dem außerhalb liegenden Bahnhof (rechts), aus östlicher Richtung

Blick auf den Ortskern aus südlicher Richtung

Thann ist ein Gemeindeteil der oberbayerischen Gemeinde Lengdorf im Landkreis Erding mit 105 Einwohnern. Im Ort liegt der Bahnhof Thann-Matzbach an der Bahnstrecke München–Mühldorf–Simbach.

## Geschichte
Mit Ekkehart de Tanne taucht der Ort um 1090 erstmals in den Urkunden auf. Dieses Geschlecht de Tanne hatte ihren Edelsitz neben der Nikolauskirche auf der Anhöhe. Ab 1506 gehörte die Hofmark Thann den Freiherrn von Puech (M. Wening 1720). Danach wechselte der Ort in rascher Reihenfolge den Besitzer (1727 Freiherrn Freyberg, 1728 Widnmann, 1736 Rufini, 1826 Hirsch, 1835 Herzog Max in Bayern). 1818 wurde die Hofmark aufgehoben und durch das Gemeindeedikt des Königreichs Bayern der neu geschaffenen Gemeinde Matzbach einverleibt. Mit ihr kam Thann am 1. Mai 1978 zur Gemeinde Lengdorf.
Am 20. Juni 1887 nahmen die Königlich Bayerischen Staatseisenbahnen an der Bahnstrecke München–Simbach östlich von Thann den Haltepunkt Thann-Lengdorf in Betrieb, der seit 1900 Thann-Matzbach heißt. Von 1900 bis zu ihrer Stilllegung 1991 zweigte am Bahnhof Thann-Matzbach die Bahnstrecke Thann-Matzbach–Haag ab.

## Filialkirche St. Nikolaus

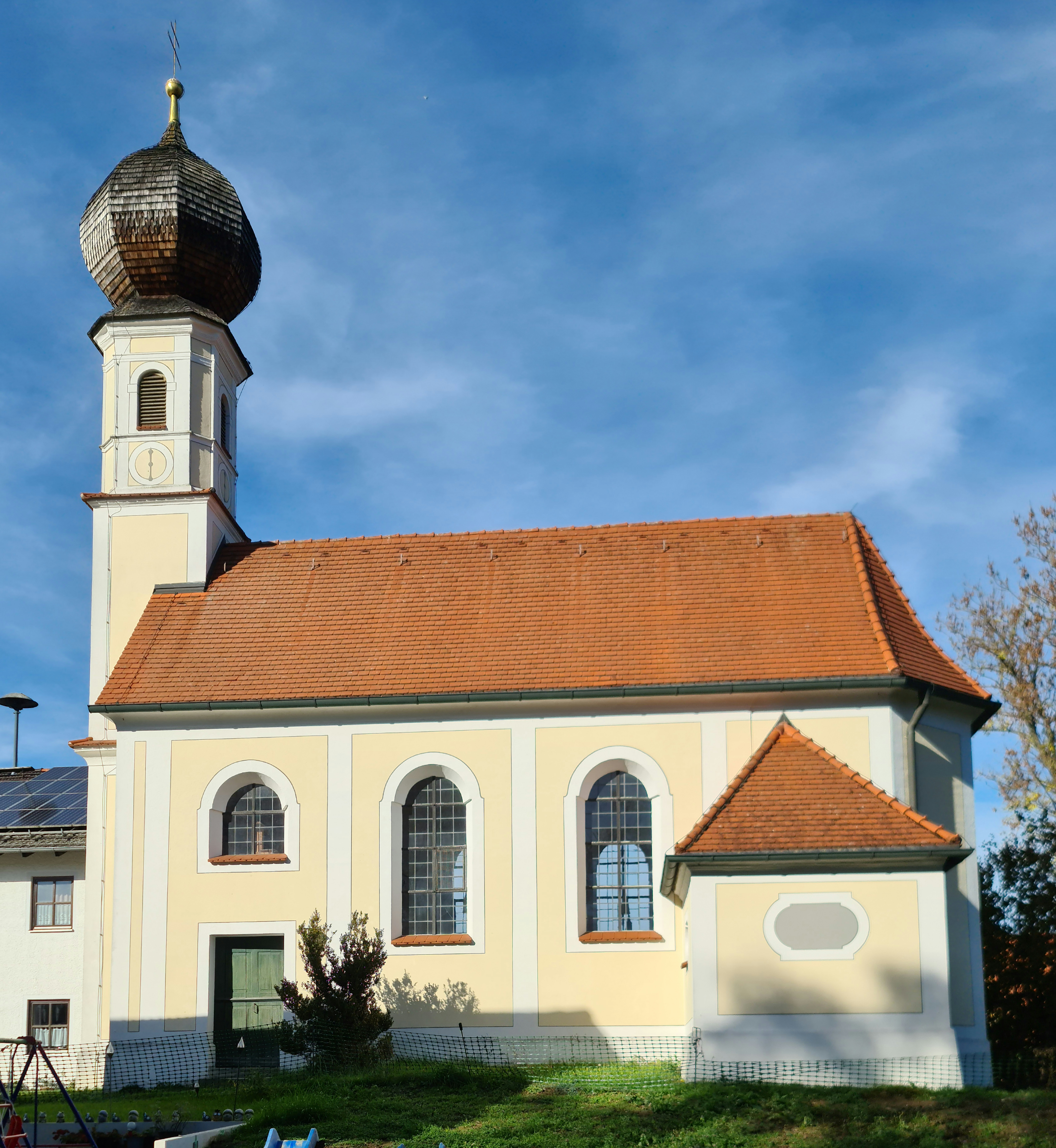
Nikolauskirche, Thann

Die Filialkirche St. Nikolaus ist ein kleiner barocker Saalbau mit vier Achsen und Dreiachtelschluss, der vermutlich um 1685 errichtet wurde. Um 1746 wurde die Kirche im Rokokostil restauriert. Auf der Westseite ist der Turm eingestellt, dessen Zwiebelabschluss 1989 rekonstruiert wurde. Der Choraltar stammt von 1721, im Altarblatt wird der heilige Nikolaus mit drei Knaben und zwei Soldaten dargestellt. Auf eine ehemals bestandene Wallfahrt weisen die sieben Votivtafeln von 1741 bis 1794 hin. Die Kirche ist ein geschütztes Baudenkmal.